# Groupe compact de Hickson 51
Le groupe compact de Hickson 51 (HCG 51) comprend sept galaxies situées dans la constellation du Lion. La distance moyenne entre ce groupe et la Voie lactée est d'environ 110 Mpc (∼359 millions d'al). 

## Membres
Le tableau ci-dessous liste les sept galaxies du groupe HCG 51.  
| Nom                                | Class. | Type                | α (J2000.0)   | δ (J2000.0) | Vitesse radiale (km/s) | m     | Distance (Mpc) | Dimension (kal) |
| ---------------------------------- | ------ | ------------------- | ------------- | ----------- | ---------------------- | ----- | -------------- | --------------- |
| NGC 3651 (HCG 51A)                 | E      | Elliptique          | 11h 22m 26.3s | 24° 17′ 50″ | 7696 ± 41              | 13,6  | 107,5 ± 7,9    | 112             |
| PGC 34882 (HCG 51B)                | Sbc    | Spirale             | 11h 22m 14.2s | 24° 18′ 01″ | 8219 ± 47              | 15,55 | 114,8 ± 8,5    | 87              |
| NGC 3653 (HCG 51C)                 | S0?    | Lenticulaire        | 11h 22m 30.1s | 24° 16′ 45″ | 8902 ± 20              | 13,7  | 124,3 ± 8,8    | 71              |
| PGC 34907 (HCG 51D)                | cI     | Compact irrégulière | 11h 22m 28.1s | 24° 17′ 44″ | 7532 ± 41              | 16,2  | 105,2 ± 7,8    | 23              |
| IC 2759 (HCG 51E)                  | E2     | Elliptique          | 11h 22m 13.3s | 24° 19′ 02″ | 7700 ± 23              | 14,1  | 107,5 ± 7,7    | 41              |
| PGC 34899 NGC 3651 NED02 (HCG 51F) | S0     | Lenticulaire        | 11h 22m 26.4s | 24° 17′ 44″ | 7532 ± 30              | 14,5  | 105,2 ± 7,6    | 57              |
| PGC 34901 (HCG 51G)                | cI     | Compact irrégulière | 11h 22m 28.1s | 24° 17′ 44″ | 7532 ± 41              | 16,2  | 105,2 ± 7,8    | 23              |

Le site DeepskyLog permet de trouver aisément les constellations des galaxies mentionnées dans ce tableau ou si elles ne s'y trouvent pas, l'outil du site constellation permet de le faire à l'aide des coordonnées de la galaxie. Sauf indication contraire, les données proviennent du site NASA/IPAC.